# 賊公阿牛
《賊公阿牛》（英語：The Ordeal Before The Revolution）是香港無綫電視1986年拍攝的電視連續劇，主要演員有黃日華、黎美嫻、莊靜而、廖啟智、劉丹、蘇杏璇等。主題曲由張學友、鄺美雲主唱。

## 故事大綱
清末民初，阿牛本為何家東村男工，一向安於現狀，生活愉快，他與青梅竹馬的女工春梅感情甚佳，更視她為結婚對象。可惜，春梅不甘奴僕生涯，常好高騖遠，更希望有朝一日飛上枝頭變鳳凰，二人在思想上日漸產生隔膜，令阿牛對這段感情開始抱有懷疑的態度。
何家少爺自省城返鄉，因被發現為革命黨，性命危在旦夕，何老爺愛子心切，遂將阿牛頂罪。就在阿牛被判斬首行刑之前，春梅偷偷將他救走，二人更結成夫婦，但因一次誤會，從此各散東西。阿牛以為春梅已死，惟有加入山賊行列，開始流亡生涯，由於他為人義氣，與眾山賊形同家人。

## 演員表
- 黃日華
- 李樹佳
- 吳華山
- 虞天偉
- 莊靜而
- 許逸華
- 李潔瑩
- 陳中堅
- 黃志偉
- 吳博君
- 黃宗賜
- 何璧堅
- 孫季卿
- 凌　漢
- 甘國衛
- 梁潔芳
- 談錦泉
- 凌禮文
- 梁　心
- 劉文俊
- 王詠儀
- 高　雄
- 麥子雲
- 黎壁光
- 關灼元
- 區　嶽
- 歐陽耀泉
- 劉　丹
- 蘇杏璇
- 江光毅
- 楊子韜
- 駿　雄
- 李揚道
- 林文偉
- 陳來有
- 方偉明
- 梁錦燊
- 黃思恩
- 楊澤霖
- 廖啟智
- 鄧汝超
- 李菁薇
- 袁培麗
- 曾健明
- 梁　愛
- 葛振基
- 俞　明
- 徐國君
- 基保羅
- 鄭毅邦
- 何國強
- 麥樹燊
- 馬慶生
- 李錦棠
- 韓麗芬
- 廖靜嫻
- 張志強
- 黎耀祥
- 高妙思
- 吳業光
- 劉妙清
- 羅國維
- 何貴林
- 王靜儀
- 盧國偉
- 鄧舜年
- 黎美嫻
- 梅　蘭
- 駱應鈞
- 陳雪兒
- 吳孟達
- 陳佳琳
- 曹　濟
- 湖邊月
- 黃鑑波
- 葉天行
- 陳勉良
- 陳志雄
- 徐新義
- 梁少狄
- 區偉麟
- 何樹燊
- 曾贊安
- 黃一飛
- 陳榮峻
- 朱鐵和
- 凌志雄
- 馮瑞珍
- 徐廣林
- 陳國權
- 陳軍戒
- 周煥培
- 甄茂強
- 談錦泉
- 王華盛
- 方偉明
- 康鼎權
- 陸應康
- 麥皓為
- 李嘉豪
- 李國平
- 李慧芬
- 周惠芳
- 何鳳儀
- 陳耀強
- 吳秋娟
- 張鳳玲
- 張文光
- 佩　雲
- 陳步浩
- 梁　雄
- 梁淑兒
- 徐小鳳
- 徐有明
- 李雲光
- 鄭少萍
- 夏玉麟
- 鍾煇全
- 羅　鴻
- 馬石源
- 芳　萍
- 陳玉麟
- 霍家禮
- 黃恩慈
- 田永加
- 袁培義